# Leptotarsus (Macromastix) dorrigensis
Leptotarsus (Macromastix) dorrigensis is een tweevleugelige uit de familie langpootmuggen (Tipulidae). De soort komt voor in het Australaziatisch gebied.